# Thomas Harder
Thomas Harder (født 30. december 1959 i København) er en dansk forfatter, oversætter, journalist og anmelder.
Harder, der er søn af Uffe Harder og Maria Giacobbe, blev student fra Ingrid Jespersens Gymnasieskole i 1978 og cand.mag. fra Københavns Universitet i 1987. Han har desuden en erhvervssproglig diplomuddannelse i italiensk fra Handelshøjskolen i København.
Han debuterede som oversætter i 1980 med Alberto Moravias En gang for længe siden. Siden har han oversat utallige værker, bl.a. af Umberto Eco, Salman Rushdie, Giuseppe Tomasi di Lampedusa og Martin Amis. Siden 1987 har han desuden skrevet bøger selv; bl.a. om Italien, ligesom han har skrevet kogebøger med sin bror Andreas Harder. Han har desuden arbejdet freelance som simultantolk i EU siden 1989 og 1989-2009 som journalist, litteratur- og tv-anmelder m.m. ved skiftevis Weekendavisen og Politiken. Siden 1988 har han undervist i konferencetolkning og italienske samfundsforhold ved Handelshøjskolen i København, og siden 2004 har han været adjungeret professor samme sted.
Fra 1996 til 2000 var han formand for Litteraturrådet.

## Udmærkelser
- 1988: Dante Alighieris Mindelegat
- 1990: Dansk Oversætterforbunds ærespris
- 1997: Dansk-Italiensk Erhvervsforenings Journalistpris
- 1998: Einar Hansens Fonds Kulturpris
- 2001 og 2005: Arbejdslegat fra Statens Kunstfond
- 2005: Sicilia Madre Mediterranea
- 2006: Det Danske Akademis Oversætterpris
- 2010: Statens Kunstfonds Treårige Arbejdslegat
- 2022: Dansk Forfatterforenings Hæderslegat